# Heathrow Express

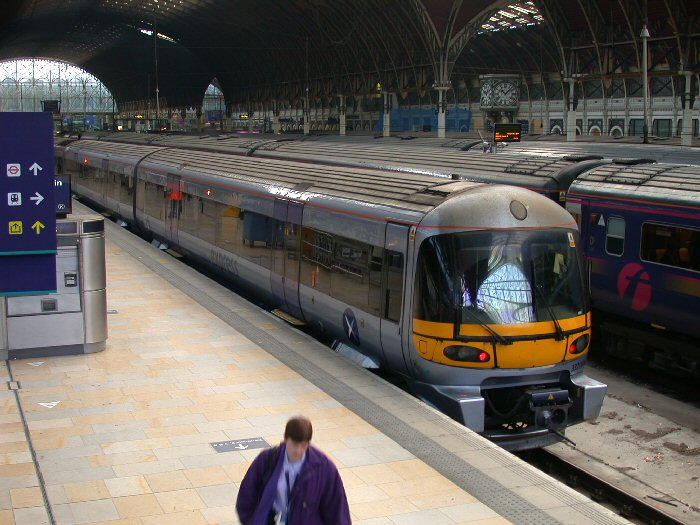
Rame Siemens Classe 332 en gare de Paddington, octobre 2004

Heathrow Express est un service de trains desservant l'aéroport de Heathrow à partir de la gare de Paddington dans le centre de Londres exploité par la société Heathrow Express Operating Authority. C'est une filiale à 100 % du gestionnaire d'aéroports HAH, propriété depuis 2006 d'un consortium mené par le groupe espagnol Ferrovial. Cette ligne n'appartient pas au système intégré National Rail bien qu'elle partage des voies avec d'autres trains et que son terminus se trouve dans une des principales gares tête de lignes de Londres.

## Service ferroviaire
Le service, ouvert le 23 juin 1998, fonctionne approximativement de 5 h du matin à minuit, à raison d'un train tous les quarts d'heure.
Il y a deux arrêts à Heathrow :
- Heathrow Central desservant les terminaux 1, 2 et 3 (à 15 minutes de Paddington environ)
- Heathrow terminal 5 (à 22 minutes).

Les trains sont formés de rames électriques Classe 332 construites par Siemens. Ils offrent de nombreuses avancées techniques dont des écrans vidéos, surtout utilisés pour diffuser des annonces publicitaires, et la possibilité d'utiliser les téléphones mobiles tout le long du trajet, même dans les parties en tunnel.
Ce service a été généralement bien reçu, notamment grâce aux mesures prises pour limiter l'impact de la ligne sur l'environnement. Par exemple, les tours de ventilation ont été déguisées en granges.
Il a toutefois été critiqué, principalement pour le coût du transport.
En 2011, un trajet simple coûte 18 £ en classe standard et 26 £ en première classe.

Des liaisons aéroports similaires dans le Royaume-Uni ou dans le reste de l'Europe coûtent sensiblement moins cher. Un trajet entre le centre de Birmingham et l'aéroport international de Birmingham coûte 2,60 £ tandis que le trajet sur la Piccadilly line du métro de Londres entre le centre de Londres et l'aéroport de Heathrow coûte moins de 4 £.

## Autre services desservant Heathrow
- La ligne Piccadilly et la ligne Elizabeth du métro de Londres relient le centre de Londres à Heathrow. Un ticket simple coûte 6,30 £ (zone 6) par la ligne Piccadilly pour une durée approximative du parcours de 45 à 60 minutes, et 14,10 £ par la ligne Elizabeth[1] pour une durée de 30 à 40  minutes.
- Taxi, empruntant l'autoroute M4. Coût moyen : 40-60 £ ; temps de parcours de 30 à 90 minutes selon la destination.
- Autocar, de National Express. Coût moyen : 6 £ ; temps de parcours de 60–75 minutes.
- Bus, de London Buses. Bien qu'aucun bus de London Buses n'aille directement dans le centre de Londres dans la journée, le bus de nuit N9 (0 h 30 - 5 h30) relie directement Trafalgar Square depuis la gare des bus de Heathrow. Coût : 1,20 £ ; temps de parcours de 65 minutes.
- le service Heathrow Connect dessert les gares locales entre Londres Paddington et Hayes & Harlington, puis les terminaux 1, 2 et 3 et enfin le terminal 4 de l'aéroport. Transfert gratuit vers le Terminal 4 par Heathrow Express. Les tickets ne sont pas facilement disponibles pour un trajet de Paddington à Heathrow (il faut de 25 à 30 minutes)